# Sebastião Lopes Godinho
Natural da freguesia de Cesar, Sebastião Lopes Godinho foi Fidalgo Cavaleiro da Casa Real e senhor da Honra de Cesar e de Gaiate.
Residiu numa torre senhorial, que ficava situada defronte à atual igreja de Cesar, no local onde se implanta a casa do Cruzeiro.
Os seus domínios abrangiam a quase totalidade da vila de Cesar e parte da freguesia de Milheirós de Poiares. Foi casado duas vezes tendo deixado nove filhos, que lhe garantiram numerosa geração, espalhada por Portugal e pelos quatro cantos do mundo.
Entre os seus descendentes mais ilustres, contam-se Pedro Lopes Godinho, seu filho primogénito, falecido na Batalha de Alcácer-Quibir.